# Lucila Gandolfo
Lucila Gandolfo (Buenos Aires, 18 giugno 1966) è un'attrice e cantante argentina.

## Biografia
Sin da piccola ha mostrato interesse per il mondo dello spettacolo prendendo lezioni di teatro, danza, canto lirico e pianoforte, oltre a corsi di formazione in commedie musicali.
Dopo aver finito il liceo, studia design e modellistica.
Nel 1990 si trasferisce per due anni a Boston per studiare al Boston Conservatory.
Nota per il ruolo di Sharon Benson nella telenovela Soy Luna.
È conosciuta anche per i ruoli in Colonia e Bien de Familia.

### Vita privata
Dal 2008 è sposata, ed ha un figlio. Nel suo tempo libero dà lezioni di canto.

## Filmografia

### Cinema
- En busca de la foca Leopardo, regia di John Dickinson (1995)
- Kills family (1999)
- Mala gente (2000)
- El nuevo mundo (2005)
- There be dragons (2011)
- El secreto de Lucia (2011)
- Bien de familia, una película musical (2015)
- Colonia (2015)
- CTR Salud, corto I (2016)
- Maracaibo (2017)
- CTR Salud, corto II (2017)
- Canteras Argentinas (2017)

### Televisione
- Cuenteros (1993)
- Tardes de sol (1994)
- Secretos y sabores (1996)
- Operación rescate (1998)
- Amor en custodia (2005)
- Amas de casa desesperadas (2006)
- Un cortado, historias de café (2006)
- Jake & Blake (2010)
- Farsantes (2013)
- Esperanza mía (2015)
- Soy Luna (2016-2018)
- Royal Ranch (2017-2018)
- Intrecci del passato (Entrelazados) (2021- in corso)

## Doppiatrici italiane
Nelle versioni in italiano delle opere in cui ha recitato, Lucila Gandolfo è stata doppiata da:
- Franca D'Amato in Soy Luna[2]